# Antonio Campos (lekkoatleta)
Juan Antonio Campos Quiles (ur. 19 kwietnia 1951 w Pedralbie) – hiszpański lekkoatleta, długodystansowiec, wicemistrz igrzysk śródziemnomorskich, olimpijczyk.
Specjalizował się w biegu na 3000 metrów z przeszkodami. Odpadł w eliminacjach tej konkurencji na mistrzostwach Europy w 1974 w Rzymie.
Zdobył srebrny medal w biegu na 3000 metrów z przeszkodami na igrzyskach śródziemnomorskich w 1975 w Algierze. Zajął 8. miejsce w finale tej konkurencji na igrzyskach olimpijskich w 1976 w Montrealu. Odpadł w eliminacjach biegu na 3000 metrów z przeszkodami na mistrzostwach Europy w 1978 w Pradze.
Campos był mistrzem Hiszpanii w biegu na 3000 metrów z przeszkodami w latach 1974–1975 i 1977–1979 oraz w biegu na 5000 metrów w 1982.
Był pięciokrotnym rekordzistą Hiszpanii w biegu na 3000 metrów z przeszkodami do czasu 8:21,00, uzyskanego 8 czerwca 1976 w Sztokholmie.
Pozostałe rekordy życiowe Camposa:
- bieg na 3000 metrów - 7,52,6 (22 lipca 1975, Imatra)
- bieg na 5000 metrów - 13,40,0 (24 lipca 1975, Turku)
- bieg na 10 000 metrów - 28,46,9 (10 kwietnia 1982, San Sebastián)